# Higher Ground (serie de televisión)
Higher Ground, traducida al español como Tierras altas, fue una serie de televisión canadiense, transmitida en 2000 y protagonizada por Joe Lando, A. J. Cook, Jewel Staite y Hayden Christensen.
La serie duró solamente una temporada, ya que Hayden Christensen tuvo que abandonarla para grabar en el personaje de Anakin Skywalker en la trilogía Star Wars.
Higher Ground trata la vida y la historia de la Escuela Secundaria Monte Horizonte, un santuario para los adolescentes. Ubicada en lo alto de las montañas del noroeste de Estados Unidos, la Escuela Secundaria Horizonte realiza en su programa deportes al aire libre: el montañismo, ciclismo, rafting, etc., lo que dio a los estudiantes la confianza para hacer frente a sus luchas con la adicción, abuso o trastornos. 
Los estudiantes abordaron temas como las drogas, sexo, automutilaciones, trastornos de la alimentación, violencia de pandillas, abandono e intentos de suicidio, pero la serie nunca aprobó «el tema de la semana», estilo común que muestran los adolescentes. También hay peligrosas secuencias de acción y enredos románticos de los estudiantes (y algunos de los profesores). Monte Horizonte es más un correccional que una escuela.

## Protagonistas
| Actor/Actriz       | Personaje           |
| ------------------ | ------------------- |
| Joe Lando          | Peter Scarbrow      |
| Anne Marie Loder   | Sophie Becker       |
| Hayden Christensen | Scott Barringer     |
| A. J. Cook         | Shelby Merrick      |
| Kandyse McClure    | Katherine Ann Cabot |
| Jorgito Vargas     | Augusto Ciceros     |
| Meghan Ory         | Juliette Waybourne  |
| Kyle Downes        | Ezra Friedkin       |
| Jewel Staite       | Daisy Lipenowski    |